# John Edensor Littlewood
John Edensor Littlewood (9 de junio de 1885 – 6 de septiembre de 1977) fue un matemático británico, conocido principalmente por su larga colaboración con G. H. Hardy, así como por haber refutado una conjetura que haría Carl Friedrich Gauss acerca de la sobreestimación del logaritmo integral con respecto a la cantidad de números primos menores que un N dado.

## Vida
Littlewood nació en Rochester, en Kent, el hijo mayor de Edward Thornton Littlewood y Sylvia Maud (Ackland de soltera). En 1892, su padre fue designado como el director de una escuela en Wynberg, en Sudáfrica, yéndose con su familia. Littlewood volvió a Gran Bretaña en 1900, y asistió a la St Paul's School en Londres, estudiando bajo la supervisión de Francis Sowerby Macaulay, un influyente matemático, que se destacó en la geometría algebraica
Estudió en el Trinity College de Cambridge, donde W. W. Rouse Ball fue su tutor y desarrolló la mayor parte de su carrera. En 1908 fue elegido fellow del Trinity College y en 1928 fue nombrado Profesor Rouse Ball de Matemáticas, retirándose en 1950. Fue elegido miembro de la Royal Society en 1916, premiado con la Medalla Royal en 1929, la Medalla De Morgan en 1938, la Medalla Sylvester en 1943, la Medalla Copley en 1958 y el Senior Berwick Prize en 1960. Fue además presidente de la London Mathematical Society de 1941 a 1943.

## Obra
La mayor parte de su obra fue en análisis matemático y teoría de números. Durante cerca de 35 años colaboró con G. H. Hardy, con quien realizó contribuciones en teoría de series, la función zeta de Riemann, desigualdades y teoría de funciones.
Junto a Hardy enunció la conjetura de Hardy-Littlewood, una conjetura sobre la distribución de los números primos gemelos.